# Regeringsformatie België 1924
Na de val van de regering-Theunis II op 27 februari 1924 ging de formatie van een nieuwe Belgische regering van start. De formatie duurde 13 dagen en leidde tot de vorming van de regering-Theunis III.

## Verloop van de formatie

### Val van de regering-Theunis II en raadplegingen van de koning
Op 27 februari 1924 werd in de Kamer een wetsontwerp ter ratificatie van het in mei 1923 afgesloten handelsakkoord tussen België en Frankrijk gestemd. Hierbij werd de regering-Theunis II, bestaande de Katholieke Unie en de Liberale Partij, in de minderheid gebracht, daar de socialistische oppositie en de christendemocratische en Vlaamsgezinde katholieken tegen het handelsakkoord stemden. Omdat premier Georges Theunis deze stemming had verbonden aan het lot van de regering, besloot de ministerraad dezelfde dag nog om het ontslag van de regering aan te bieden aan koning Albert I.
Een dag later begon de koning aan een reeks audiënties om een oplossing te vinden voor de politieke crisis. Die dag ontving hij de voorzitters van Kamer en Senaat, respectievelijk Emile Brunet en Arnold 't Kint de Roodenbeke, op 29 februari ontbood hij voormalig minister Paul Hymans (liberaal), Paul Segers, voorzitter van de Federatie van Katholieke Kringen en Conservatieve Verenigingen, de conservatieve strekking van de Katholieke Unie en de socialistische leider Emile Vandervelde. Op 1 maart raadpleegde de vorst voormalig minister Joris Helleputte (katholiek) en op 3 maart consulteerde hij het conservatief-katholieke Kamerlid Maurice Houtart, ontslagnemend premier Georges Theunis, ontslagnemend minister van Economische Zaken Aloys Van de Vyvere (katholiek) en Frans Van Cauwelaert, het boegbeeld van de Vlaamsgezinde katholieken.

### Formateur Georges Theunis (5 maart - 11 maart 1924)

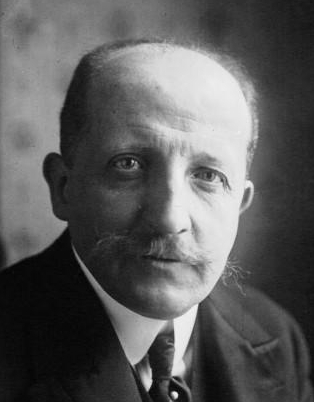
Georges Theunis.

Op 4 maart vroeg de koning aan Maurice Houtart om een hernieuwde katholiek-liberale regering op de been te brengen, maar hij weigerde omdat volop geprobeerd werd om Georges Theunis te overtuigen om de leiding van de regering opnieuw op zich te nemen, waar met name de liberalen op aandrongen, hoewel Theunis duidelijk had gemaakt dat hij niet meer wilde deelnemen aan een nieuwe regering. Op 5 maart kwamen de christendemocratische katholieken overeen om een samenwerking met de socialisten niet in overweging te nemen en hun vertrouwen uit te spreken in een nieuwe katholiek-liberale regering, op voorwaarde dat er een democratisch programma met sociale hervormingen en de invoering van een achturige werkdag zou worden doorgevoerd. Ook de Vlaamsgezinde katholieken toonden zich die dag bereid om een nieuwe regering-Theunis te steunen, waarbij ze de eis stelden dat er hervormingen op taalgebied kwamen. De liberalen vonden dan weer dat er een beperkt regeerakkoord moest komen waarin het internationaal beleid en maatregelen om de financiële crisis aan te pakken centraal moesten staan. Die financiële crisis was gevolg van de speculatie op de Belgische frank na de Bezetting van het Ruhrgebied door het Franse en Belgische leger, die de inflatie fors deed toenemen. Nadat een delegatie van christendemocratische en Vlaamsgezinde katholieken bestaande uit Hendrik Heyman, Prosper Poullet, Cyrille Van Overbergh en Henri Baels Theunis toelichting had gegeven over die voorwaarden en hun vertrouwen in hem bevestigden, trok hij naar het Koninklijk Paleis en aanvaardde hij de formateursopdracht die hij van de koning kreeg aangeboden.
De volgende dag begon Theunis met de besprekingen over de samenstelling van de regering en het regeerprogramma. Op 10 maart bereikte hij een akkoord en gaven de liberale en katholieke parlementaire fracties hun vertrouwen aan de regering-Theunis III. Dezelfde dag nog overhandigde Theunis aan koning Albert I de lijst van de elf ministers in de regering. Net als de vorige regering telde de regering-Theunis III zes katholieke en vijf liberale ministers. Ministers Georges Theunis (katholiek ― eerste minister en Financiën), Fulgence Masson (liberaal ― Justitie), Pierre Nolf (liberaal ― Kunsten en Wetenschappen), Xavier Neujean (liberaal ― Spoorwegen en PTT), Pierre Forthomme (liberaal ― Landsverdediging), Albéric Ruzette (katholiek ― Landbouw en Openbare Werken) en Aloys Van de Vyvere (katholiek ― Economische Zaken) bleven op post. Daarnaast kwamen er vier nieuwe ministers: de christendemocratische katholieken Prosper Poullet (Binnenlandse Zaken) en Paul Tschoffen (Nijverheid en Arbeid), de conservatieve katholiek Henri Carton de Tournai (Koloniën) en de liberaal Paul Hymans (Buitenlandse Zaken). Zij waren de opvolgers van respectievelijk Paul Berryer (katholiek), Romain Moyersoen (katholiek), Louis Franck (liberaal) en Henri Jaspar (katholiek). De Vlaamsgezinde katholieken kregen geen vertegenwoordiger in de regering. De nieuwe ministers legden de dag nadien de eed af in handen van de koning.
Op 18 maart 1924 werd in de Kamer en de Senaat de regeerverklaring voorgelezen door respectievelijk Georges Theunis en Fulgence Masson. De cruciale punten hiervan waren:
- maatregelen tegen de stijging van de levensduurte, de sterk schommelende wisselkoersen en de speculatie op de Belgische frank.
- voortzetting van de wederopbouw na de Eerste Wereldoorlog.
- doorvoeren van bezuinigingen en nieuwe belastingen om de begroting in evenwicht te houden.
- een oplossing vinden voor de achterstallige herstelbetalingen die Duitsland nog aan België moest ophoesten.
- het doorvoeren van de uitbreiding van de pensioenen die de vorige regering had uitgewerkt en de invoering van een achturige werkdag en andere sociale hervormingen voorbereiden.

Op 20 maart gaf de Kamer het vertrouwen aan de nieuwe regering, in de Senaat werd geen vertrouwensstemming over de regering gehouden.
1919 · 1920 · 1921 · 1923 · 1924 · 1925 · 1926 · 1927 · 1929 · 1931 · mei 1932 · okt. 1932 · dec. 1932 · jun. 1934 · nov. 1934 · 1935 · 1936 · 1937 · 1938 ·  feb. 1939 · apr. 1939 · 1940 · 1944 · 1945 · feb-mrt 1946 · jul-aug 1946 · 1947 · 1948 · 1949 · jun 1950 · aug 1950 · 1952 · 1954 · jun. 1958 · nov. 1958 · 1961 · 1965 · 1966 · 1968 · 1971/72  · 1972/73 · 1974 · 1977 · 1978 · 1978/79 · apr.-mei 1980 · okt. 1980 · apr. 1981 · nov.-dec. 1981 · 1985 · oktober 1987 · 1987/88 · 1991/92 · 1995 · 1999 · 2003 · 2007 · 2008 · 2010/11 · 2014 · 2019/20 · 2024/25